# Famille Zuccarelli
Cette page explique l’histoire ou répertorie les différents membres de la famille Zuccarelli.
 (août 2013).
Si vous disposez d'ouvrages ou d'articles de référence ou si vous connaissez des sites web de qualité traitant du thème abordé ici, merci de compléter l'article en donnant les références utiles à sa vérifiabilité et en les liant à la section « Notes et références ».
La famille Zuccarelli est une famille notable corse originaire de Santa-Lucia-di-Mercurio. Elle a compté en son sein plusieurs hommes politiques proches du radicalisme et membres du Parti radical de gauche, notamment plusieurs maires de Bastia.

## Emile Sari (1876 - 1937)
Le fondateur de la « dynastie », bien que par alliance, est Émile Sari, sénateur et maire de Bastia de 1919 à sa mort en 1937[réf. nécessaire]. Son gendre, Jean Zuccarelli, conquerra la mairie de Bastia trente ans plus tard en 1967. Emile Sari était lui-même neveu d'un maire de Bastia, Auguste Gaudin.

## Jean-François Zuccarelli (1851 - 1942)
Oncle de Jean Zuccarelli (1907-1996) et médecin de profession. Il est successivement maire de Santa-Lucia-di-Mercurio pendant 50 ans puis conseiller général du canton de Sermano (1919-1928).

## Jean Zuccarelli (1907 - 1996)
Né en 1907 à Bastia. Résistant décoré de la Croix de Guerre en 1945. Avocat (Bâtonnier de l'Ordre du Barreau de Bastia de 1945 à 1947 et de 1955 à 1957) ; Conseiller Général de Corse (1945-1976), il deviendra par la suite Président de cette Assemblée (1956-1958) puis Conseiller Général de Haute-Corse (1976-1996) ; Député de la 1ère circonscription de Haute-Corse (1962-1968 / 1973-1978 / 1981-1986) ; Maire de Bastia (1968-1989) et Président du District urbain de Bastia (1968-1995).

## Émile Zuccarelli (né en 1940)
Fils du précédent. Il est né le 4 Août 1940 à Bastia. Polytechnicien, il devient vice-Président de l'Assemblée de Corse dès sa création en 1982 puis sera élu Député de Haute-Corse de 1986 à 2007 et Maire de Bastia de 1989 (en succédant à son père) à 1997 (sa nomination comme Ministre lui fera céder son poste de Maire à Albert Calloni), puis de nouveau de 2000 et 2014 tout en étant également Président de la Communauté d'Agglomération de Bastia de sa création en 2002 jusqu'à 2014. Au niveau national, il est Ministre des Postes et Télécommunications de 1992 a 1993 dans le gouvernement de Pierre Bérégovoy puis ministre de la Fonction publique, de la Réforme de l'État et de la Décentralisation de 1997 à 2000, dans le gouvernement de Lionel Jospin, et est actuellement Président d'honneur du Parti Radical de Gauche. Il a été élevé au Grade de Commandeur de la Légion d'honneur en Avril 2017 par la Président de la République.

## Henri Zuccarelli (1945-2025)
Il est né le 1er août 1945 à Bastia. Directeur de la Clinique Zuccarelli puis également fondateur d'un groupe de cliniques psychiatriques et de restauration collective dans la région bastiaise. Membre du PRG, il est successivement Adjoint au Maire Bastia (1977-2008) chargé de l'Urbanisme et du Développement ; Conseiller Général du canton de Bastia-2 (1982-2015), et sera le 1er vice-Président du Conseil général de la Haute-Corse (1997-2001) mais également vice-Président de la Communauté d'Agglomération de Bastia (2002-2008) dès sa création en 2002 succédant au district urbain, et Président de l'Office HLM de Haute-Corse de 1982 à 2011,. Il a également été fait Chevalier de la légion d'honneur en 2005.

## Jean Zuccarelli (né en 1964)

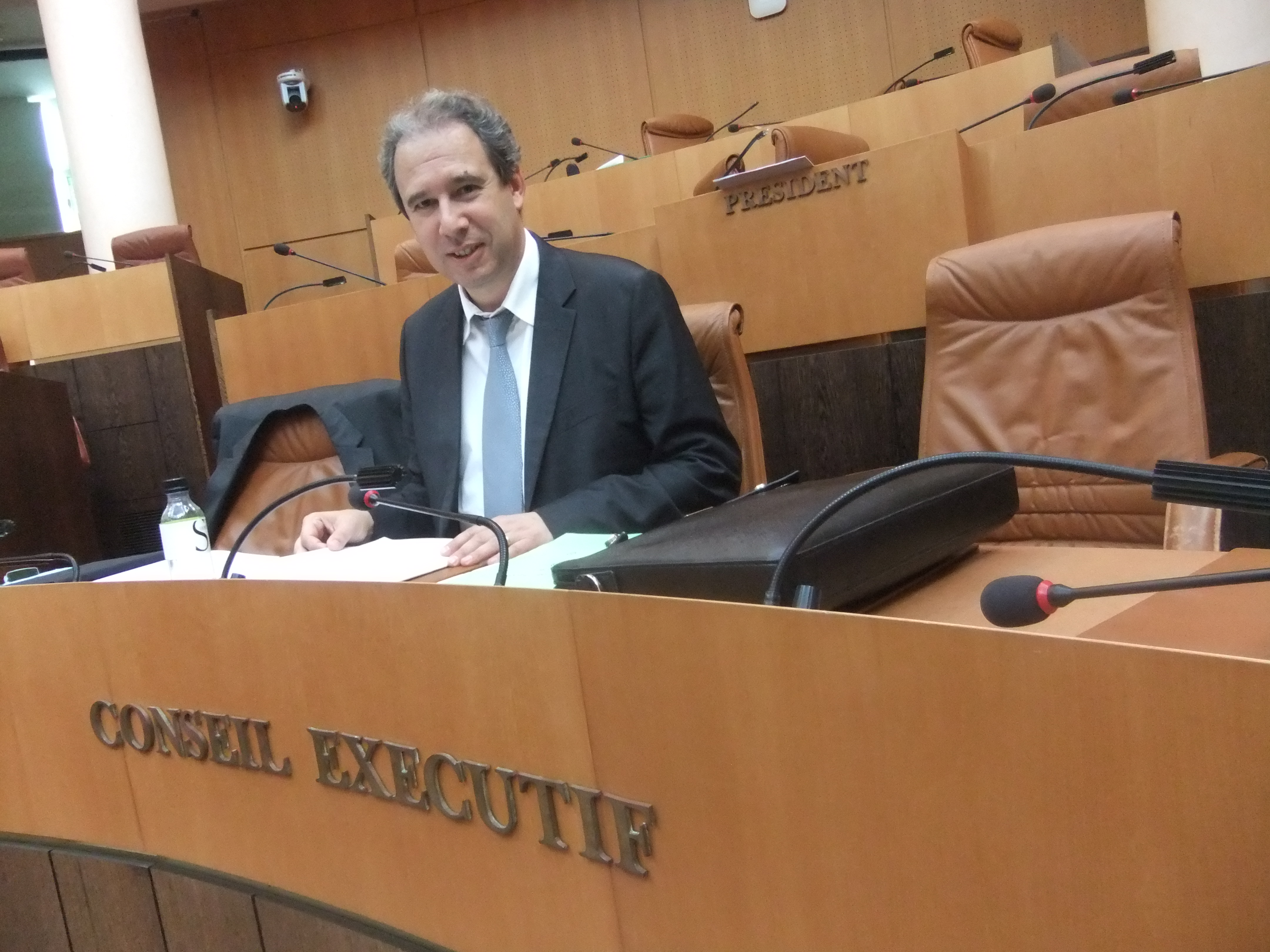
Jean Zuccarelli

Fils d'Émile Zucarrelli, né le 8 juillet 1964 à Bastia, il est diplômé de l'ENSAE/Paris Tech et a fait carrière dans le secteur de l'assurance comme son père. Il est depuis 2008 conseiller municipal de Bastia et communautaire de l'Agglomération de Bastia. Entre mars 2010 et décembre 2015, il a été Conseiller exécutif de l'Assemblée de Corse et Président de l'Agence de développement économique de la Corse (ADEC). Il était également vice-président de la fédération départementale de Haute-Corse du PRG jusqu'en juin 2016.
En mars 2014, Jean Zuccarelli qui ambitionnait de succéder à son père a perdu face à une liste emmenée par les nationalistes modérés de Femu a Corsica dans laquelle se trouvait notamment François Tatti, ancien dauphin d'Emile Zuccarelli et exclu du PRG, ainsi que Jean-Louis Milani candidat de l'UMP au premier tour et Emmanuelle de Gentili, conseillère exécutive et présidente de la fédération PS de Haute-Corse.